# Лагошув-Великий
Лагошув-Великий (пол. Łagoszów Wielki, нім. Großlogisch) — село в Польщі, у гміні Радваниці Польковицького повіту Нижньосілезького воєводства.
Населення — 448 осіб (2011).
У 1975-1998 роках село належало до Легницького воєводства.

## Демографія
Демографічна структура станом на 31 березня 2011 року:
|          | Загалом | Допрацездатний вік | Працездатний вік | Постпрацездатний вік |
| -------- | ------- | ------------------ | ---------------- | -------------------- |
| Чоловіки | 226     | 32                 | 186              | 8                    |
| Жінки    | 222     | 47                 | 129              | 46                   |
| Разом    | 448     | 79                 | 315              | 54                   |